# Caldas da Rainha
Caldas da Rainha este un oraș în Portugalia. Numele poate fi tradus ca "Izvoarele Calde ale Reginei", "Băile Reginei" sau "Apele Termale ale Reginei". Caldas da Rainha este reședința municipiului cu același nume.